# Бій за Сватове (1918)
Бій за Сватове — бій між частинами Австро-німецьких військ (союзних Українській Народній Республіці) і більшовицькими загонами 17 квітня 1918 в місті Сватове.
Бій за Сватову Лучку між австро-угорськими військами та червоногвардійцями тривав з 3 години ранку до 14 години 17 квітня 1918 року.
З більшовицького боку місто обороняв загін моряків Балтійського флоту під командуванням В.М.Годлевського. Зброю їм надала Червона гвардія Харкова (300 гвинтівок, 2 кулемети, 7 револьверів та необхідну кількість патронів).
Австрійцям вдалось прорвати південний фланг. Два радянські загони покинули дві гармати та панічно втікали. До них застосували загороджувальний кулеметний вогонь. 
Більшовицький загін (170 осіб) відкрив ураганний вогонь з чотирьох трьох дюймових гармат. Їм вдалось підбити два з семи австрійських бронеавтомобілів.
На північному фланзі оперував більшовицький загін "Блискавка" під командуванням Бєлогрудова, який вів вогонь з двох тридюймівок на пульмані. Їм вдалось підбити три австрійських броньовики.
Австрійці на південному фланзі відкрили вогонь з шести гармат. Їм вдалось знищити майже половину особового складу та дві гармати більшовиків. З північного флангу утік червоногвардійський загін з Люботина. 
Австрійські гармати влучити по залізничній станції. У цей час на допомогу росіянам підійшов загін Кісєльова (150 осіб). Годлевський спробував здійснити контратаку, однак одна більшовицька гармата вийшла з ладу, а в іншої були убиті усі коні обслуги. Тому, більшовики завантажились у потяг та спробували втекти. 
За чотири версти від станції гарматним ударом австрійців було знищено перший вагон та колію. При цьому загинули кілька більшовиків. Як писав Антонов-Овсієнко - "перетворені у кашу".
Тоді другий вагон перевели на іншу колію і таким чином більшовики змогли утекти. На наступній станції Годлевський відмовився від подальшого командування та передав уцілілу гармату Климу Ворошилову.